# Máthé Gábor (teniszező)
Máthé Gábor (Debrecen, 1985. július 2.) siketlimpiai bajnok magyar férfi teniszező, Máthé András fotóművész fia, aki mind egyesben, mind párosban játszik. Csapata a debreceni Tatár Tenisz Club Debrecen-Pallagon.

## Életút
Hallássérüléssel született, melynek mértéke 55 decibel a jobbik fülére, a másikkal szinte semmit nem hall. Egyébként ez a határérték a hallássérültek versenyén is, amit minden alkalommal ellenőriznek. 8 éves korában kezdett teniszezni, 10 éves korától már versenyeken is indult, gimnáziumban sporttagozatos osztályba járt.

## Eredmények
- 2016. Siket Tenisz Eb, Portoroz, Horvátország. Ezüst[4]
- 2013. Siketlimpia, Szófia, Bulgária. Egyéni arany[1]
- 2012. Magyar Bajnok párosban[5]
- 2010. Tenisz Siket Világkupa, Las Vegas, USA. Egyéni ezüst, illetve páros arany[6]
- 2009. Siketlimpia, Taipei, Kína. Bronz[7]
- 2008. Siket Tenisz Eb, Bukarest, Románia. Arany[8]
- 2006. Brit Siket Nyílt Bajnokság, Nottingham, Nagy-Britannia. Egyéniben és párosban is arany[9]
- 2005. Tenisz Siket Világkupa, Kottingbrunn, Ausztria. Ezüst[10]
- 2004. Siket Tenisz Eb. 5-8. hely
- 2001. Siketlimpia, Róma, Olaszország. Elindult
- 2000. Siket Tenisz Eb. 16 közé jutás

A 2013-as szófiai Nyári Siketlimpián Máthé Gábor második kiemeltként kezdte a küzdelmeket. Elsőként egy indiai ellenféllel játszott (6:1, 6:2). Ezután a 16 között egy amerikai teniszezőt győzött le 6:2, 6:0 arányban. A legjobb nyolc között egy német sportolóval került szembe, s diadalmaskodott 6:1, 6:2-re. A legjobb négy között a harmadik kiemelt osztrák Mario Kargl ellen sikerült győznie 6:4, 6:3-ra. A debreceni teniszező az augusztus 2-i, szombati döntőben három órás küzdelemben 7:6, 6:2, 7:6 arányban győzte le a nagy riválist, az elsőként kiemelt francia Mikaël Laurent-t. Ezzel az eredménnyel játszmaveszteség nélkül lett siketlimpiai bajnok.

## Egyéb díjak
- 2009 Taipei Siketlimpia Fair Play Díj győztese[7]
- 2008 Az év döntős sportolója[7]